# Nikkel-cadmium-akkumulator
Nikkel-cadmium akkumulatorer (normalt forkortet NiCd) har før ca. 2005 været en populær akkumulator til bærbart elektronik og legetøj. Nikkel-cadmium-batterier anvender metallerne nikkel (Ni) og cadmium (Cd), som aktive kemiske stoffer.

## "Memory"-effekt
Der er delte meninger om "memory"-effekten i NiCd-akkumulatorer eksisterer:
- myte[2][3]
- eksisterer[4]